# Теменка

Теменка — река в России, протекает в Скопинском районе Рязанской области. Правый приток Вёрды.

## География
Река Теменка берёт начало у села Делехово. Течёт на север. Устье реки находится у платформы Кремлёво в 61 км по правому берегу реки Вёрды. Длина реки составляет 11 км. 

## Данные водного реестра
По данным государственного водного реестра России относится к Окскому бассейновому округу, водохозяйственный участок реки — Проня от истока и до устья, речной подбассейн реки — Бассейны притоков Оки до впадения Мокши. Речной бассейн реки — Ока.
По данным геоинформационной системы водохозяйственного районирования территории РФ, подготовленной Федеральным агентством водных ресурсов:
- Код водного объекта в государственном водном реестре — 09010102112110000025561
- Код по гидрологической изученности (ГИ) — 110002556
- Код бассейна — 09.01.01.021
- Номер тома по ГИ — 10
- Выпуск по ГИ — 0